# Хорнов-Ваделсдорф
Хорнов-Ваделсдорф (њем. Hornow-Wadelsdorf) општина је у њемачкој савезној држави Бранденбург. Једно је од 30 општинских средишта округа Шпре-Најсе. Према процјени из 2010. у општини је живјело 638 становника. Посједује регионалну шифру (AGS) 12071185.

## Географски и демографски подаци
Хорнов-Ваделсдорф се налази у савезној држави Бранденбург у округу Шпре-Најсе. Општина се налази на надморској висини од 113 метара. Површина општине износи 21,2 km². У самом мјесту је, према процјени из 2010. године, живјело 638 становника. Просјечна густина становништва износи 30 становника/km².